# Henryk II Podiebradowicz
Henryk II Podiebradowicz, czeski: Jindřich II Minstrbersko-Olešnický lub Jindřich II z Poděbrad, niem.: Heinrich II. von Münsterberg-Oels lub Heinrich II. von Podiebrad (ur. 29 marca 1507, zm. 2 sierpnia 1548 w Bierutowie) – książę ziębicki i oleśnicki w latach 1536–1542, książę bierutowski od 1542 roku, tytularny hrabia kłodzki z dynastii Podiebradów.

## Życiorys

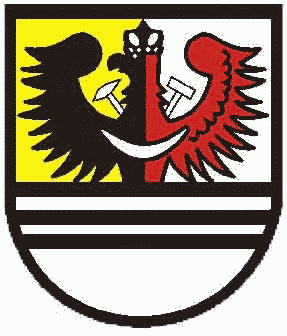
Herb Srebrnej Góry nadany miastu w 1536 roku przez Podiebradowiczów

Henryk II urodził się w 1507 roku jako trzeci syn Karola I Podiebradowicza, księcia oleśnicko-ziębickiego i jego żony Anny, córki Jana II Szalonego, księcia żagańskiego. Podobnie jak starszy brat, Joachim był wychowywany przez Johanna Hessa, kanonika nyskiego, który potem stał się jednym z ważniejszych reformatorów religijnych na Śląsku.
Po śmierci Karola I w 1536 roku, Karol II przejął wspólne rządy razem z braćmi Joachimem, Janem i Jerzym II w księstwach ziębickim i oleśnickim. Jedną z ich pierwszych decyzji było nadanie 25 czerwca tego samego roku praw miejskich Srebrnej Górze, co związane było z rozwojem górnictwa w tej sudeckiej osadzie.
W tym samym czasie Karol II, podobnie jak Joachim przeszedł na wiarę luterańską, której był gorącym zwolennikiem jeszcze za życia ojca. W związku z tym w 1537 roku wypędził z Ziębic księży katolickich, powołując w ich miejsce luterańskiego pastora.
W 1542 roku bracia Podiebradowicze z powodu rosnącego zadłużenia, zastawili księstwo ziębickie Fryderykowi II, władcy brzesko-legnickiemu za 70 tysięcy florenów. Jednocześnie dokonali podziału ojcowizny. Karol II otrzymał Bierutów z okolicą, który stały się samodzielnym księstwem. W ciągu swoich sześciu lat rządów udało mu się wznieść południowe skrzydło zamku w Bierutowie. Zmarł w 1548 roku i został pochowany w miejscowym kościele parafialnym.

## Potomstwo

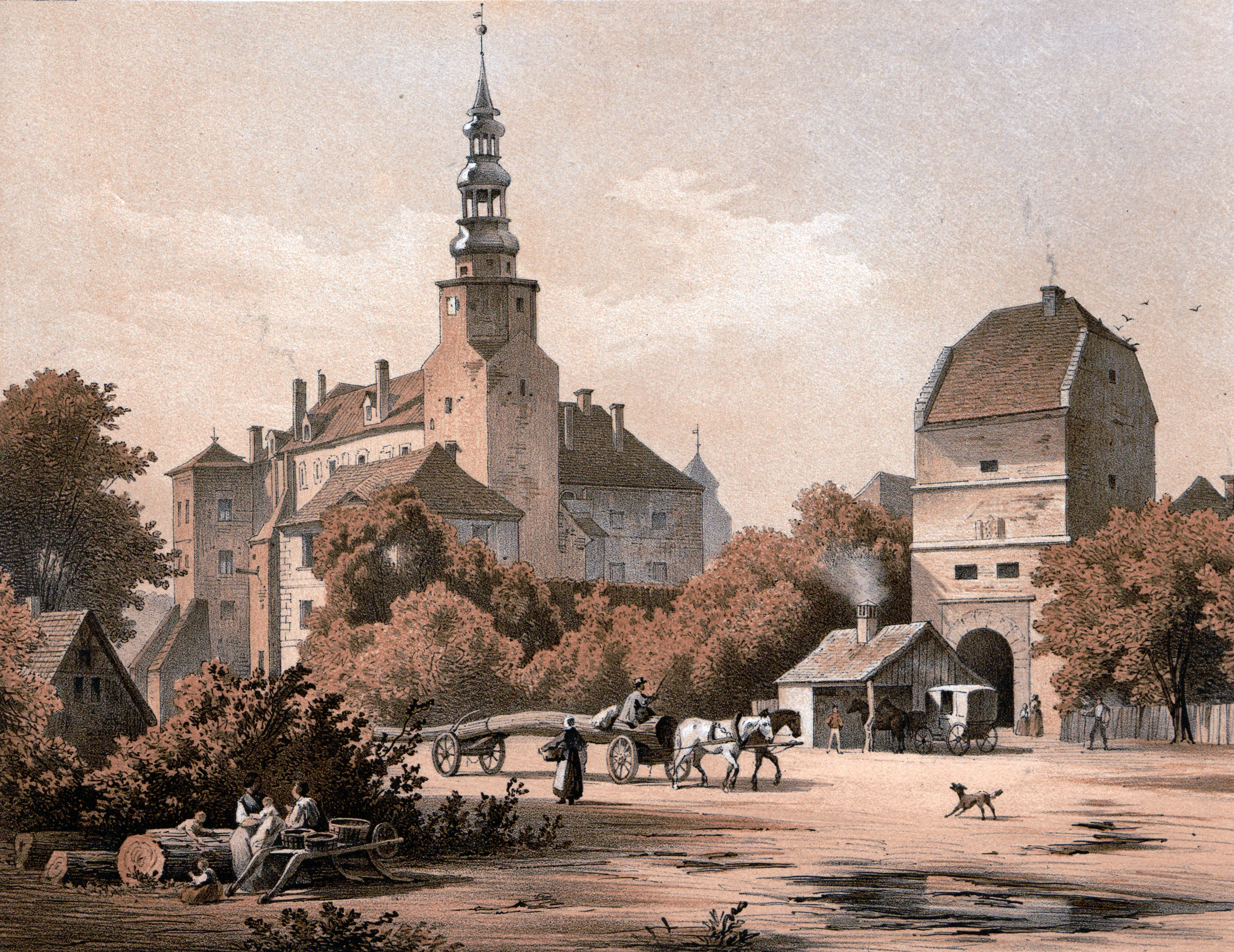
Zamek w Bierutowie (stan z XIX wieku)

Pierwszą żoną Henryka II była Małgorzata z Pernsteinu, córka Jana III z Pernsteinu, możnowładcy czeskiego i hrabiego kłodzkiego, z którą wziął ślub w 1529 roku. Zmarła ona kilka miesięcy później. W 1537 roku książę zawarł drugi związek małżeński z Małgorzatą z Meklemburgii-Schwerinu (1515–1559), córką księcia Meklemburgii Henryka V Zgodnego. Z małżeństwa tego para doczekała się siedmioro dzieci:
- Henryk III (1542–1587), książę ziębicki i bierutowski
- Karol (1543)
- Jerzy (1544–1556)
- Karol II (1545–1617), książę oleśnicki, ojciec m.in. Henryka Wacława, dziadek Elżbiety Marii, ostatniej z rodu
- Anna (1539–1568)
- Salomena (1540–1567), żona Jerzego von Thurn und Valsassina
- Katarzyna (1548–1579), żona Jiříego Berki z Dubé.